# ستيفن كوبر (كبير الإداريين التنفيذيين)
ستيفن كوبر (بالإنجليزية: Stephen Cooper)‏ هو كبير الإداريين التنفيذيين أمريكي، ولد في 1948.